# Monte Ceceri
Il monte Ceceri è un poggio situato a nord-est di Firenze, nel comune di Fiesole. È alto 415 m s.l.m.
Ventilato e arioso, su di esso si aprono vari scorci su Firenze e sui colli della Valle dell'Arno. Il monte e le sue pendici sono compresi nell'area naturale protetta di interesse locale "Montececeri" istituita nel 1998.

## Origine del nome
Diverse sono le teorie sull'origine del nome, una di queste sostiene derivi da un corruttivo di Mons Cecilii dai membri della Gens Caecilia qui giunti come coloni di Silla. Quest'ipotesi è avvalorata dalla presenza nei dintori di Fiesole del Monte Magherini da Macrini e del Monteloro, da Lauri, entrambi nomi di origine romana.
Secondo un'altra versione il poggio prese questo nome perché, in passato, era frequentato da cigni; questi volatili, data l'escrescenza presente sul loro becco, erano definiti dai fiorentini come "ceceri" (da cece).

## Storia
Sin dall'epoca etrusca, il rilievo è stato sfruttato per l'estrazione della pietra serena per la costruzione degli abitati della vicina Fiesole e di Firenze, le cave sono rimaste attive fino ai primi anni del Novecento. Nel 1929 l'area fu oggetto di un progetto di risanamento ambientale e di rimboschimento anche a prevenzione di danni da dissesto idrogeologico, l'intervento ha previsto conifere (pini e cipressi) compatibili con la rocciosità e la poca profondità del terreno e, nei versanti esposti a sud, leccete e roverella. Nel sottobosco si trovano mirti, alaterno, corbezzolo, erica e viburno. Sul versante settentrionale si trovano dei castagni.
«Piglierà il primo volo il grande uccello sopra del dosso del suo magno Cecero, empiendo l’universo di stupore, empiendo di sua fama tutte le scritture e gloria eterna al nido dove nacque»

## Il presunto volo della macchina di Leonardo da Vinci
Il monte Ceceri è protagonista di uno fra i più celebri miti sulla figura di Leonardo da Vinci: il dosso sarebbe stato il luogo da cui Leonardo nel 1506 avrebbe collaudato una delle sue macchine volanti. In questa leggenda il pilota della macchina sarebbe stato Tommaso Masini, detto Zoroastro da Peretola, uno dei collaboratori di Leonardo.
Il mito è il probabile risultato dell'unione di due distinti episodi letterari. 
Leonardo stesso nel Codice sul Volo degli Uccelli tenta di trovare una forma per celebrare la grandiosità dell'idea del volo, del quale parla come di una futura possibilità. In due distinte pagine del Codice Leonardo prova a trovare la giusta forma. Nel foglio f. 18v scrive:
Sulla seconda coperta del Codice, sul recto, elabora il passo, qui nella forma più celebre:
Quest'ultima citazione è riportata su una stele posta sulla sommità del monte.
Lo scrittore russo Dmitrij Sergeevič Merežkovskij, nel suo romanzo Leonardo, o la Resurrezione degli Dei del 1900, mette il Masini alla guida di una macchina volante ideata da Leonardo con la quale si lancia nel vuoto per poi cadere rompendosi una gamba e restare definitivamente in stato demenziale; nel romanzo il fatto avviene a Milano. Il romanziere ha probabilmente preso spunto per questo aneddoto da una nota di Leonardo del periodo milanese, contenuta nel Codice Atlantico, in cui egli raccomanda di tenere un modello – presumibilmente di una macchina volante – ben al riparo dagli sguardi degli operai del cantiere per la costruzione del tiburio del Duomo. Lo studio-laboratorio milanese di Leonardo era infatti allora prospiciente il cantiere.
(Codice Atlantico f. 1006v, 1493-95)
Questi due elementi, una volta uniti, spiegano quale sia stata la genesi di quello che si configura come un mito, uno dei tanti sulla figura di Leonardo.
Oltre alla stele in cima al monte esiste una lapide sul muro della Villa Il Glicine, nei pressi di Fiesole, che attesterebbe l'effettivo compimento del volo. Anche il Comune di Firenze nel 2006 ha posto una targa a Peretola che commemorerebbe l'evento.
Vi sono anche casi di autori di profilo scientifico certo che in testi di taglio divulgativo riportano il fatto, senza però citare per questo alcuna fonte.
Non è noto ad oggi alcun altro documento o testimonianza, all'infuori di quelli sopra citati, in cui l'evento sia menzionato.